# Spitzkoepfe
Les Spitzkoepfe sont une arête rocheuse du massif des Vosges dont la partie sommitale culmine à 1 290 mètres d'altitude.

## Toponymie
En alémanique, spitz et koepfe signifient respectivement « pointu » et « têtes » donc Spitzkoepfe peut se traduire par « têtes pointues ».

## Géographie

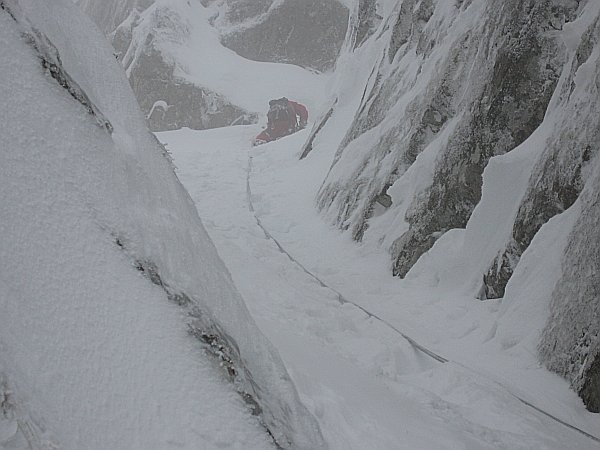
Goulotte des Spitzkoepfe.

Située au sud du Hohneck et au nord-est du Kastelberg, elle fait office de séparation entre les cirques du Worsmpel au nord et de l'Ammelthal au sud.

## Randonnée et ascension
La traversée des Spitzkoepfe peut se faire en empruntant un sentier non balisé qui longe le flanc nord-est de l'arête sur une grande partie du parcours ou en passant par l'arête rocheuse, ce qui nécessite alors du matériel d'escalade. La traversée reste cependant assez difficile et on dénombre plusieurs accidents mortels,.
Son flanc nord présente, en hiver, une jolie goulotte de glace allant de 50° à 60° d'inclinaison.